# Milligania stylosa
Milligania stylosa är en enhjärtbladig växtart som först beskrevs av Ferdinand von Mueller och Joseph Dalton Hooker, och fick sitt nu gällande namn av Ferdinand von Mueller och George Bentham. Milligania stylosa ingår i släktet Milligania och familjen Asteliaceae. Inga underarter finns listade i Catalogue of Life.